# لی که چیانگ
لی که چیانگ (چینی ساده: 李克强; چینی سنتی: 李克強; پین‌یین: Lǐ Kèqiáng؛ ۳ ژوئیه ۱۹۵۵ – ۲۷ اکتبر ۲۰۲۳) نخست‌وزیر جمهوری خلق چین و دبیر حزبی هیئت دولت جمهوری خلق چین این کشور بود. لی که تحصیل کردهٔ اقتصاد بود در اواخر عمر مشغول سیاست اقتصادی چین بود. او همچنین فرد شمارهٔ دوی کمیته دائمی پلیتبوروی حزب کمونیست چین، عالی‌ترین نهاد تصمیم ساز این کشور به‌طور دو فاکتو بود. لی از ۲۰۰۸ تا ۲۰۱۳ به عنوان معاون ون جیابائو نخست‌وزیر وقت کار می‌کرد.
لی دارای دکترای اقتصاد از دانشگاه پکینگ بود.
لی که چیانگ در ۲۷ اکتبر ۲۰۲۳، در سن ۶۸ سالگی بر اثر ایست قلبی درگذشت.